# Dendrophthora werffii
Dendrophthora werffii är en sandelträdsväxtart som beskrevs av Kuijt. Dendrophthora werffii ingår i släktet Dendrophthora och familjen sandelträdsväxter. Inga underarter finns listade i Catalogue of Life.